# Deilus fugax
Deilus fugax је врста инсекта из реда тврдокрилаца (Coleoptera) и породице стрижибуба. Сврстана је у потпородицу Cerambycinae.

## Распрострањеност
Врста је распрострањена на подручју Европе (изузев севера), Северне Африке и Мале Азије. У Србији је ретко бележена. Први пут се спомиње у литератури 1997. године, потом се бележи 1981. године на Фрушкој гори међутим овај налаз је непроверен, а дефинитивно се присуство врсте у Србији потврђује 2019. године. Тада је забележена у Националном парку "Ђердап", потом у Специјалном резервату природе "Карађорђево" и након тога у околини Шумаричког језера (Крагујевац).

## Опис
Тело је претежно сиве, бронзане или зеленкасте боје. Скутелум је густо обрастао белом пубесценцијом, а остатак тела сивкастом. Фемури, тибије и тарзуси су у основи црвенкастобраон боје. Антене су средње дужине, основе чланака такође могу бити црвенкастобраон боје. Други антенални чланак је доста краћи од првог. Пронотум је дужи него шири и угаоно проширен у средини. Дужина тела је од 6 до 11 mm.

## Биологија
Животни циклус траје око две године. Ларве се развијају у дрвенастим деловима мртвих и сувих стабала и у гранчицама махунарки. Као биљка домаћин јављају се врсте из породице легуминоза (лат. Fabaceae), пре свега врсте из родова Cytisus, Sarothamnus, Calicotome, Genista и Spartium. Адулти су активни од марта до септембра.

## Галерија
- одрасла јединка
- одрасла јединка са стране
- одрасла јединка
- парење

## Статус заштите
Deilus fugax се налази на Европској црвеној листи сапроксилних тврдокрилаца.

## Синоними
- Callidium fugax Olivier, 1790
- Dilus fugax (Olivier, 1790) (unjustified emendation)
- Deilosoma fugax (Olivier, 1790)
- Necydalis ceramboides Rossi, 1794 nec DeGeer, 1775